# Shane Harper
Shane Harper, född 1 februari 1989, är en amerikansk professionell ishockeyforward som spelar för Brynäs IF i SHL. Han har tidigare spelat för Florida Panthers i NHL och på lägre nivåer för Adirondack Phantoms, Chicago Wolves och Portland Pirates i American Hockey League (AHL), Greenville Road Warriors och Trenton Titans i ECHL och Everett Silvertips i Western Hockey League (WHL).
Harper blev aldrig draftad av någon NHL-organisation.

## Statistik
| 2005–2006   | Everett Silvertips       | WHL         | 62  | 6   | 4   | 10  | 8   | 5  | 1 | 0  | 1  | 0 |
| 2006–2007   | Everett Silvertips       | WHL         | 58  | 3   | 12  | 15  | 23  | 8  | 1 | 2  | 3  | 0 |
| 2007–2008   | Everett Silvertips       | WHL         | 71  | 17  | 26  | 43  | 18  | 4  | 0 | 2  | 2  | 0 |
| 2008–2009   | Everett Silvertips       | WHL         | 72  | 32  | 34  | 66  | 10  | 5  | 0 | 4  | 4  | 0 |
| 2009–2010   | Everett Silvertips       | WHL         | 72  | 42  | 38  | 80  | 38  | 7  | 6 | 4  | 10 | 6 |
|             | Adirondack Phantoms      | AHL         | 5   | 1   | 0   | 1   | 2   | —  | — | —  | —  | — |
| 2010–2011   | Adirondack Phantoms      | AHL         | 20  | 1   | 2   | 3   | 4   | —  | — | —  | —  | — |
|             | Greenville Road Warriors | ECHL        | 48  | 22  | 23  | 45  | 20  | 11 | 4 | 6  | 10 | 2 |
| 2011–2012   | Adirondack Phantoms      | AHL         | 70  | 13  | 14  | 27  | 43  | —  | — | —  | —  | — |
| 2012–2013   | Adirondack Phantoms      | AHL         | 48  | 5   | 5   | 10  | 35  | —  | — | —  | —  | — |
|             | Trenton Titans           | ECHL        | 15  | 14  | 13  | 27  | 2   | —  | — | —  | —  | — |
| 2013–2014   | Chicago Wolves           | AHL         | 63  | 13  | 20  | 33  | 8   | 9  | 2 | 3  | 5  | 0 |
| 2014–2015   | Chicago Wolves           | AHL         | 75  | 32  | 18  | 50  | 14  | 5  | 0 | 4  | 4  | 4 |
| 2015–2016   | Portland Pirates         | AHL         | 59  | 12  | 25  | 37  | 18  | 5  | 2 | 0  | 2  | 0 |
| 2016–2017   | Florida Panthers         | NHL         | 1   | 0   | 0   | 0   | 6   | —  | — | —  | —  | — |
| NHL totalt  | NHL totalt               | NHL totalt  | 1   | 0   | 0   | 0   | 6   | —  | — | —  | —  | — |
| AHL totalt  | AHL totalt               | AHL totalt  | 340 | 77  | 84  | 161 | 124 | 19 | 4 | 7  | 11 | 4 |
| ECHL totalt | ECHL totalt              | ECHL totalt | 63  | 36  | 36  | 72  | 22  | 11 | 4 | 6  | 10 | 2 |
| WHL totalt  | WHL totalt               | WHL totalt  | 335 | 100 | 114 | 214 | 97  | 29 | 8 | 12 | 20 | 6 |